# Шимога
Шимога је град у Индији у држави Карнатака. Према незваничним резултатима пописа 2011. у граду је живело 322.428 становника.

## Становништво
Према незваничним резултатима пописа, у граду је 2011. живело 322.428 становника.
| 1991.   | 2001.   | 2011.   |
| ------- | ------- | ------- |
| 179.258 | 274.352 | 322.428 |